# دامارا (جمهوری آفریقای مرکزی)
دامارا (به لاتین: Damara) یک منطقهٔ مسکونی در جمهوری آفریقای مرکزی است که در اومبلامپوکو واقع شده‌است.